# الأيام الكاذبة (رواية)
الأيام الكاذبة(بالإنجليزية: The Lying Days) هي رواية للكاتبة الجنوب أفريقية والحاصلة على جائزة نوبل نادين غورديمير، نشرت عام 1953، لأول مرة عن دار نشر فيكتور غولانس في المملكة المتحدة وسيمون شوستر في الولايات المتحدة.

## نبذة عن الرواية
الأيام الكاذبة" هي رواية سيرة ذاتية شبه خيالية، تسرد فيها نادين غورديمير رحلة نضوج فتاة بيضاء تُدعى هيلين شو في جنوب إفريقيا خلال فترة التمييز العنصري (الأبارتايد).
تبدأ الرواية في بلدة ساحلية صغيرة، حيث تعيش هيلين ضمن أسرة بيضاء تقليدية، متأثرة بالقيم المحافظة والمفاهيم العنصرية السائدة. لكن مع انتقالها إلى الجامعة في مدينة أكبر، تبدأ في اكتشاف الفروقات العميقة بين الواقع الذي تربّت عليه وواقع الظلم الاجتماعي والعنصري الذي يرزح تحته السود.
طوال الرواية، تخوض هيلين صراعًا داخليًا بين ولائها لهويتها الطبقية والعرقية من جهة، وتفتحها التدريجي على قضايا الحرية والعدالة من جهة أخرى. من خلال لقاءات مع مثقفين ومعارضين سياسيين، تنفتح على مفاهيم جديدة وتبدأ في تفكيك "الأكاذيب" التي نشأت عليها.

## السياق
تُعد رواية «الأيام الكاذبة» انطلاقة حاسمة في المسيرة الأدبية لنادين غورديمير، إذ شكّلت نقطة البداية لرحلة إبداعية امتدت لعقود، وكرّست من خلالها رؤيتها الإنسانية ونقدها العميق للواقع الاجتماعي والسياسي في جنوب إفريقيا. وقد أرست الرواية الأسس التي انطلقت منها مواقفها المناهضة للتمييز العنصري والمدافعة عن العدالة.
نالَت غورديمير اعترافًا عالميًا بجهودها الأدبية، فحازت جائزة بوكر عام 1974، وتُوجت لاحقًا بجائزة نوبل في الأدب عام 1991، تقديرًا لإنتاجها الغني الذي دافع عن كرامة الإنسان وناهض كل أشكال القمع والتمييز.

## الشخصيات
تضم رواية «الأيام الكاذبة» عددًا من الشخصيات التي تعكس البنية الاجتماعية والسياسية لجنوب إفريقيا خلال فترة الأبارتهايد، وتدور حول الشخصية الرئيسية هيلين شو، وهي شابة بيضاء تنشأ في بلدة تعدين صغيرة، وتخوض رحلة من الاكتشاف الذاتي والتحرر من القيود الفكرية التي فرضها عليها محيطها المحافظ. والدا هيلين يجسّدان طبقة بيضاء تقليدية تنكر واقع التمييز، بينما تمثّل علاقتها بـ بيتر، وهو شاب مثقف من نفس طبقتها، تجربة انتقالية في وعيها السياسي، وإن بقيت محدودة الأثر. إلى جانبهم، تظهر شخصيات من الطبقة العاملة السوداء، والخدم، وبعض المثقفين الليبراليين والنشطاء السياسيين، الذين يساعدون في تعرية التناقضات الطبقية والعنصرية في المجتمع.

## الاسلوب
يتميّز أسلوب نادين غورديمير في «الأيام الكاذبة» بنضج مبكر وبنية لغوية دقيقة، تجمع بين السرد التأملي والتحليل النفسي والاجتماعي، ما يجعل الرواية قريبة من أدب التكوين (Bildungsroman) الذي يركّز على تطوّر وعي الشخصية الرئيسية.

### مميزاته
يتسم أسلوب رواية «الأيام الكاذبة» بالسرد الذاتي والتأملي، حيث تعتمد الكاتبة على ضمير المتكلم في مقاطع كثيرة، مما يمنح القارئ نفاذًا مباشرًا إلى أفكار البطلة ومشاعرها، ويتيح تتبّع تطور وعيها السياسي والوجداني. وتتميّز الرواية كذلك بتحليل اجتماعي دقيق، إذ تُستخدم اللغة لرصد البنى الطبقية والعنصرية في جنوب إفريقيا، مع اهتمام بتفاصيل الحياة اليومية والخلفيات الاقتصادية والسياسية التي تؤطرها. كما أن لغة غورديمير تتسم بالكثافة والإيحاء، وتبتعد عن المباشرة والشعارات، مما يضفي على النص عمقًا فكريًا ويُبرز حساسيتها الأخلاقية. وتنجح الكاتبة في تحقيق توازن لافت بين الذاتي والعام، فبينما تسرد تجربة شخصية لفتاة بيضاء، تنفتح الرواية تدريجيًا على قضايا وطنية كبرى تعكس الواقع الاجتماعي والسياسي في البلاد. ويُضاف إلى ذلك وصف نفسي دقيق للتناقضات التي تعيشها الشخصيات، لا سيما الصراع بين الامتياز العرقي والضمير الأخلاقي، مما يضفي على الرواية طابعًا فلسفيًا وإنسانيًا. ورغم الأسلوب الأدبي الرفيع، لا تتخذ غورديمير موقف الحياد، بل تعبّر عن موقف أخلاقي واضح من الظلم والعنصرية، دون اللجوء إلى الخطابة، بل من خلال دراما إنسانية نابضة ومؤثرة.

## اقتباس
«في عالم يحيط به الصمت والخيال، كانت الأكاذيب تنسج حبلها حول الحقيقة، تخنق كل صوت يجرؤ على المقاومة. كنت أرى كيف أن العتمة ليست فقط في السماء، بل في القلوب التي تختار ألا ترى.»

## روابط خارجية
- الأيام الكاذبة على موقع الموسوعة البريطانية (الإنجليزية)